# کریستین لیلو
کریستین لیلو (انگلیسی: Cristian Lillo؛ زادهٔ ۱۲ اوت ۱۹۸۵) بازیکن فوتبال اهل آرژانتین است.
از باشگاه‌هایی که در آن بازی کرده‌است می‌توان به باشگاه فوتبال دپورتیوو مورون اشاره کرد.